# 1521

## Събития
- Сюлейман Великолепни превзема Белград.
- Испанска колонизация на днешно Мексико

## Починали
- Пиеро ди Козимо, италиански художник
- 27 април – Фернандо Магелан, португалски мореплавател
- 1 декември – Лъв X, римски папа
- 13 декември – Мануел I, крал на Португалия